# 山谷─やられたらやりかえせ
『山谷─やられたらやりかえせ』（やま-やられたらやりかえせ）は1985年に発表された日本のドキュメンタリー映画。佐藤満夫、山岡強一共同監督。また山岡の遺稿集の書名。

## 概要

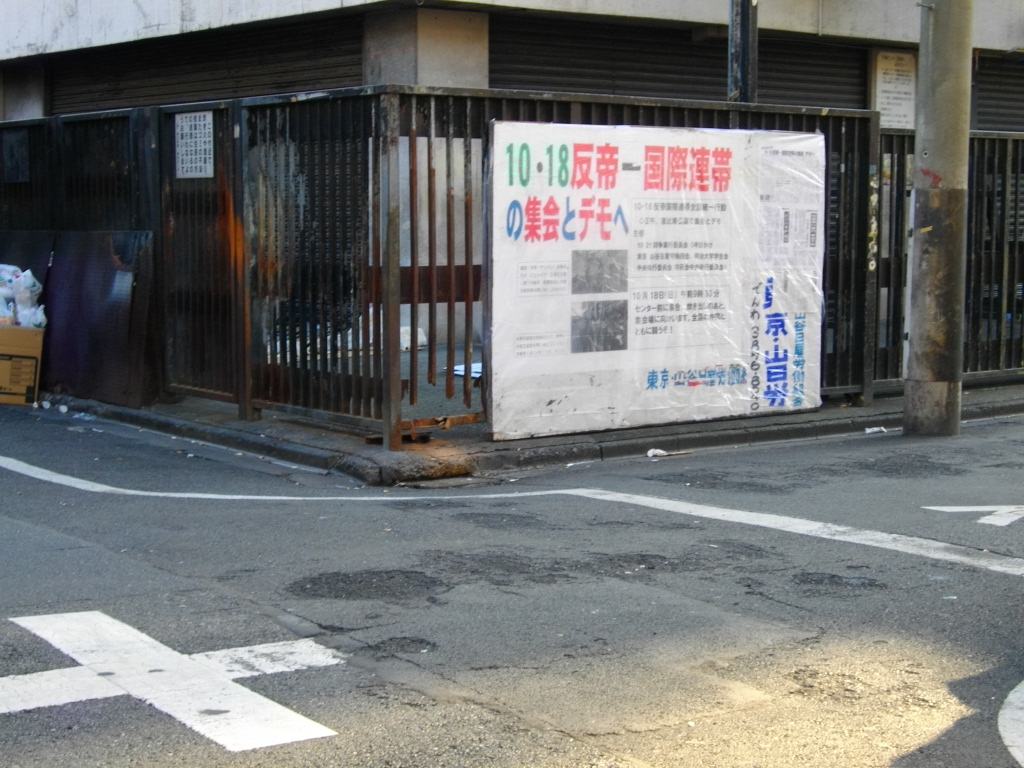
2009年の山谷

東京・山谷を舞台にした日雇い労働者のドキュメンタリー作品で、彼らの生活の実態や闘争を描いている。また、大阪・釜ヶ崎など他地域のドヤ街の生活も描かれており、労働者（労務者）を描いた作品としては他に類を見ないリアルな作品となっている。
労働者を支援する山谷争議団と労働者たちの生活に介在していた暴力団及び右翼団体・日本国粋会（後の六代目山口組國粹会）系金町一家（現在は落合金町連合傘下）との対立が抗争に発展したのは1983年の事であった。「金町戦」、「金町戦争」と呼ばれたこの抗争では、争議団が街宣車を焼いたり、金町一家西戸組が争議団メンバーの殺害を予告したビラを撒くなど壮絶なものとなった。
そして1984年、全共闘の闘士であり山谷の闘争にも携わっていた佐藤満夫によりシナリオ案が練られ、撮影が開始された。その後、地元のヤクザに狙われるようになり、その結果1984年12月22日、佐藤は西戸組の組員により刺殺された。映画の冒頭では、字幕の後に、刺された直後の佐藤の映像が用いられている。
撮影は中断を余儀なくされるが、佐藤が遺したフィルムを元に有志により制作上映委員会が発足した。委員会により映画制作は、実際に山谷の労働者で全国日雇労働組合協議会（略称は日雇全協）の創設メンバー山岡強一に託され、翌1985年より1年で映画を完成させる方針の下で制作が再開された。佐藤の腹案にあった釜ヶ崎に加えて名古屋・笹島、横浜・寿町、筑豊など他地域での撮影も行われ、同年11月ごろには完成し12月には初上映が行われた。
明けて1986年1月13日、今度は山岡が日本国粋会系金町一家金竜組の組員に射殺された。
この作品は未だにビデオソフト化されていない。現在も有志の手によって年に数度、都内を中心に日本各地で自主上映会が行われている。また「YAMA-ATTACK TO ATTACK-」の英題で、国外での上映も行われた。
音楽は大熊ワタル、篠田昌已を中心とする蠱的態（こてきたい）が担当し、サウンドトラックが1986年にカセットテープでリリースされた。2020年のCD化にあたっては、1990年1月の上映委員会解散集会での演奏が追加されている。
なお山岡の遺稿集は映画の撮影記録の他、多数の論文を収めている。
2020年、牧村康正により、当時の関係者の証言を基にした『ヤクザと過激派が棲む街』（ISBN 4065216753、講談社）が発表された。

## 関連項目

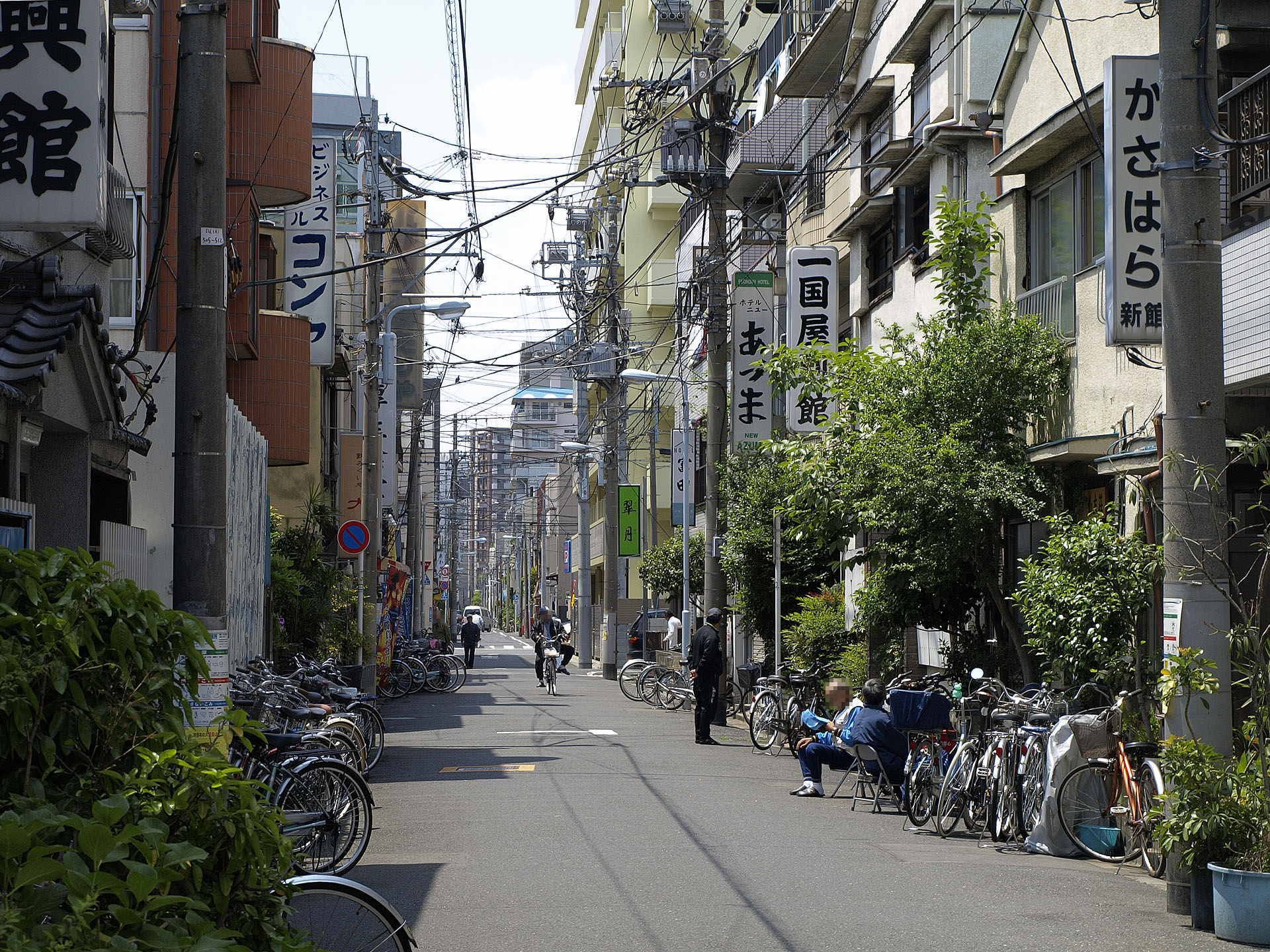
2010年の山谷

## スタッフ
- 監督:佐藤満夫　山岡強一
- ナレーション:城之内元晴
- 音楽:蠱的態（大熊ワタル、篠田昌已など）
- 制作:「山谷」制作上映委員会